# Симоне Петер
Симоне Петер (нім. Simone Peter; нар. 3 грудня 1965, Квіршид) — німецька політична діячка, член партії «Союз 90/Зелені». У 2013—2018 роках вона була співголовою партії разом з Джемом Оздеміром.

## Біографія
Сімоне Петер — дочка Брунгільди Петер та давнього голови міської асоціації Діллінджера СДПН Руді Петера.
Виросла в Діллінгені, Саар, закінчила там середню школу (нині називається гімназією Альберта-Швейцера). У 1985 році в Саарському університеті вивчала мікробіологію. З цього предмета вона здобула докторський ступінь на тему ролі гетеротрофного бактеріопланктону і планктонної автотрофної нітрифікації в кисневому балансі рік Саар і Мозель.
З 2001 по 2004 рік Петер була науковим співробітником і головним редактором журналу Solarzeitalter - Politik, Kultur und Ökonomie Erneuerbarer Energien (з нім. — "Сонячний вік — політика, культура та економіка відновлюваних джерел енергії") в Eurosolar. Потім вона допомогла створити агентство з відновлюваних джерел енергії в Берліні й була його директором до 2006 року. З 2006 по 2009 рік працювала менеджером проектів в агентстві.
У лютому 2018 року Федеральна асоціація з відновлюваних джерел енергії обрала Сімоне Петер почесним президентом.
З 1999 по 2000 рік Петер була представником енергетичної політики регіонального виконавчого комітету «Союз 90/Зелені в Саарі». З 2003 по 2004 рік вона була представником Федеральної робочої групи з енергетики "Союзу 90 / Зелені".
З 10 листопада 2009 року вона була міністром навколишнього середовища, енергетики та транспорту в кабінеті Петера Мюллер та кабінеті Аннеґрет Крамп-Карренбауер. Після провалу так званої «ямайської коаліції» 18 січня 2012 року вона отримала свідоцтво про звільнення.
На виборах у Саарі у 2012 році вона увійшла до парламенту Саара як головний кандидат від своєї партії. Разом зі своїм товаришем по партії Хубертом Ульріхом Симоне Петер сформувала там двопартійну парламентську групу, в якій вона була заступником лідера групи та парламентським менеджером.
26 вересня 2013 року Петер оголосила, що балотуватиметься в керівництво Партії зелених. Федеральна конференція делегатів зелених обрала її 19 жовтня 2013 разом з Джемом Оздеміром, отримавши 75,9% голосів «за» і 13% утриманих . Після виборів Петер пішла з ландтагу, її наступником став Клаус Кесслер.
З 2000 по 2009 рік Петер була представником ради директорів асоціації Energiewende Saarland eV, членом BUND, NABU, Eurosolar.

## Особисте життя
Симоне Петер одружена, має сина і живе в Саарбрюккені.